# Números de teléfono en México

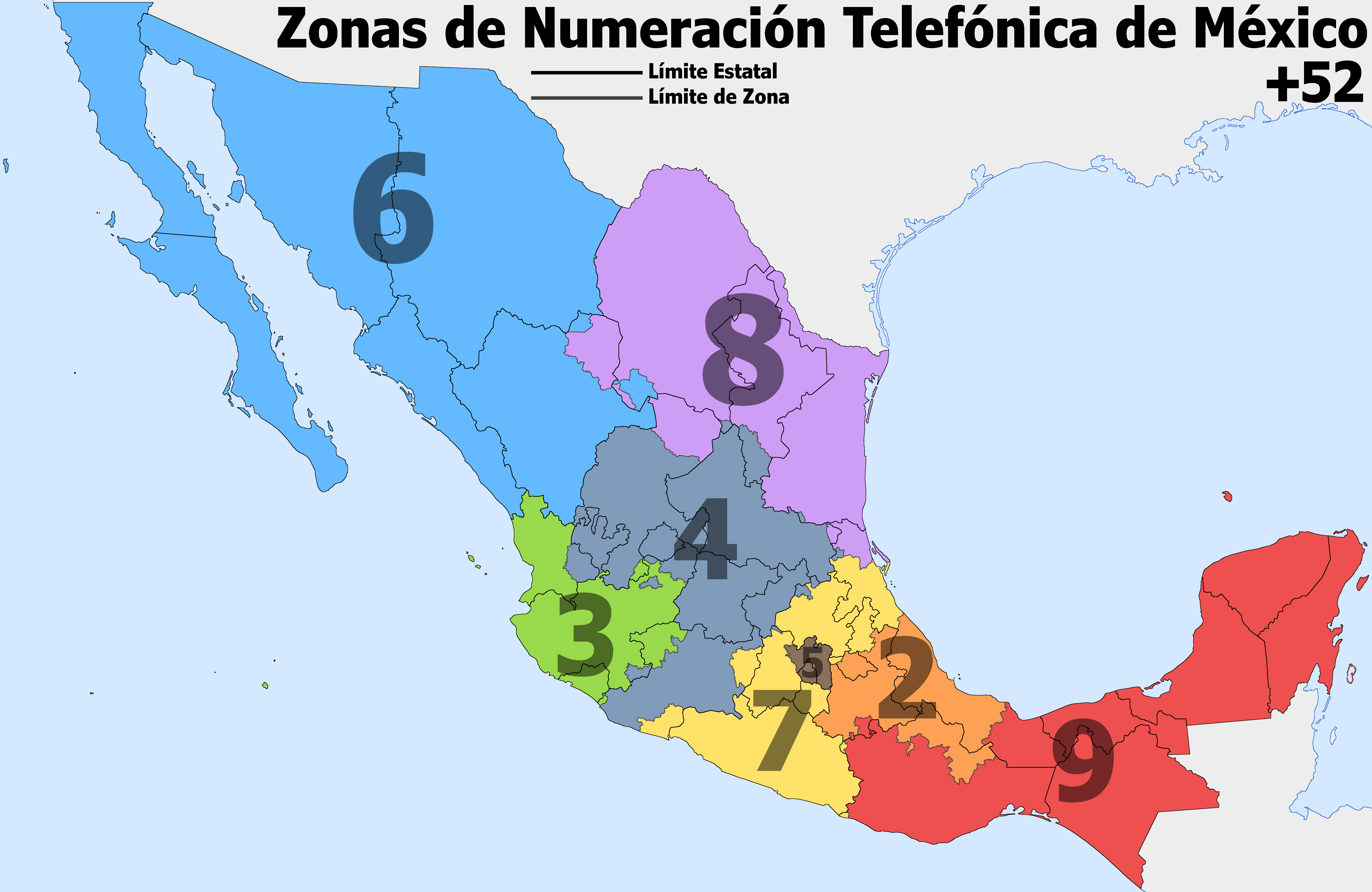
Mapa de los números de teléfono en México

Los números de teléfono de México cambiaron a partir del 3 de agosto de 2019. El plan nacional de numeración eliminó el concepto de llamadas de larga distancia, el número identificador de región (NIR) y el concepto del que llama paga. El nuevo plan crea la necesidad de marcar el número nacional de diez dígitos para todo tipo de llamadas. Este cambio fue publicado en el Plan Técnico Fundamental de Numeración publicado el 4 de septiembre de 2018. En este nuevo esquema, el primer dígito del número telefónico representará a un área geográfica del país de acuerdo a la siguiente tabla:[cita requerida]
- 2 Oriente
- 3 Occidente
- 4 Norte
- 5 Centro
- 6 Noroeste
- 7 Sur
- 8 Noreste
- 9 Sureste

Cuando el plan entre en efecto, se eliminará el número identificado de región (NIR).

## Prefijos
Se pondrán en vigencia los siguientes prefijos:
| Prefijo   | Uso                             | Formato                              | Dígitos después de que prefijo |
| --------- | ------------------------------- | ------------------------------------ | ------------------------------ |
| 00        | Marcación directa internacional | 00 + código de país + teléfono local | -                              |
| (ninguno) | Marcacion doméstica             | Teléfono local (10 dígitos)          |                                |

## Marcando a
Y para las llamadas hacia México:
```
    +52 56 1234 7890
```

donde (+) representa el código de acceso internacional del país de donde llama.
Por ejemplo, desde Europa o América Central:
```
    00 52 56 1234 7890
```

Desde Estados Unidos o Canadá:
```
    011 52 56 1234 7890
```

## Sistema hasta agosto de 2019
CDMX, Monterrey y Guadalajara tenían un NIR de 2 dígitos y número local de 8 dígitos. El resto del país tenía un NIR de 3 dígitos y número local de 7 dígitos.

### Prefijos Anteriores
| Prefijo | Uso                                                                  | Formato                                   | Dígitos después de que prefijo |
| ------- | -------------------------------------------------------------------- | ----------------------------------------- | ------------------------------ |
| 00      | Llamada larga distancia internacional Automática                     | 00 + código de país + NIR + teléfono      | -                              |
| 01      | Llamada larga distancia nacional de teléfono fijo a teléfono fijo    | 01 + NIR + teléfono                       | 10                             |
| 02      | Servicio Especializado con Apoyo de Operadora                        | 02 + NIR + teléfono                       | 10                             |
| 09      | Servicio Especializado con Apoyo de Operadora bilingüe               | 09 + código de país + NIR + teléfono      | -                              |
| 044     | Llamada local de teléfono fijo a teléfono celular                    | 044 + NIR + teléfono                      | 10                             |
| -       | Llamada de teléfono celular a teléfono celular                       | teléfono                                  | 10                             |
| 045     | Llamada larga distancia nacional de teléfono fijo a teléfono celular | 045 + código de área + número de teléfono | 10                             |
| -       | Teléfono celular doméstico de un teléfono celular                    | Número de teléfono + de código de área    | 10                             |

Para la marcación a números fijos desde el extranjero no hubo cambios ya que los nuevos números se componen del NIR que se usaba hasta agosto de 2019 y el número telefónico, para la marcación a números celulares se eliminó el 1 que seguía al código de país, pasando de +52 1 a +52.

## Números de emergencia
| #   | Servicios                                                                  |
| --- | -------------------------------------------------------------------------- |
| 010 | Llamada por operador (Telmex)                                              |
| 030 | Tiempo local (Telmex)                                                      |
| 031 | Despertador                                                                |
| 040 | Directorio                                                                 |
| 050 | Compañía de teléfono                                                       |
| 051 | Portabilidad numérica (determina el número de su propia línea)             |
| 070 | Info Ciudad (no disponible en todas las ciudades)                          |
| 071 | CFE (red eléctrica)                                                        |
| 072 | Servicios (fugas de agua, hoyos, etc. No disponible en todas las ciudades) |
| 090 | Llamada internacional por operadora                                        |
| 911 | Emergencias (2016)                                                         |